# Gotzon Udondo
Udondo  Santamaria est un nom espagnol. Le premier nom de famille, en général paternel, est Udondo ; le second, en général maternel, souvent omis, est Santamaria.
Gotzon Udondo Santamaria, né le 1er décembre 1993 à Berango, est un coureur cycliste espagnol.

## Biographie
Entre 2012 et 2015, Gotzon Udondo évolue au sein des clubs Seguros Bilbao et Café Baqué-Conservas Campos. Durant cette période, il devient notamment vice-champion du Pays basque espoirs (moins de 23 ans). 
Il passe finalement professionnel en 2016 au sein de l'équipe continentale Euskadi Basque Country-Murias.

## Palmarès
- 2011
  - 3e du championnat de Biscaye sur route juniors
- 2015
  - 2e du championnat du Pays basque sur route espoirs